# Don't Let Them
"Don't Let Them" é uma música da cantora Ashanti que foi gravada para seu segundo álbum de estúdio, Concrete Rose. A músicas foi composta por Irving Lorenzo, Anslem Douglas, W. Mitchell, L. Seymour, D. McGhee, Y. Mitchell e Earl Randle. A produção foi feita por Demi-Doc.

## Faixas e formatos
Reino Unido CD single
1. "Don't Let Them" - 4:24
2. "Don't Let Them" - 4:26

Reino Unido CD Maxi-Single
1. "Don't Let Them" (Album Version) - 4:23
2. "Only U" (Kelly G's Club Mix) - 6:42
3. "Foolish" (Album Version) (Explicit) - 3:47

## Desempenho
| Tabelas musicais (2005)        | Melhor posição |
| ------------------------------ | -------------- |
| Reino Unido - UK Singles Chart | 38             |